# 威廉·怀特黑德

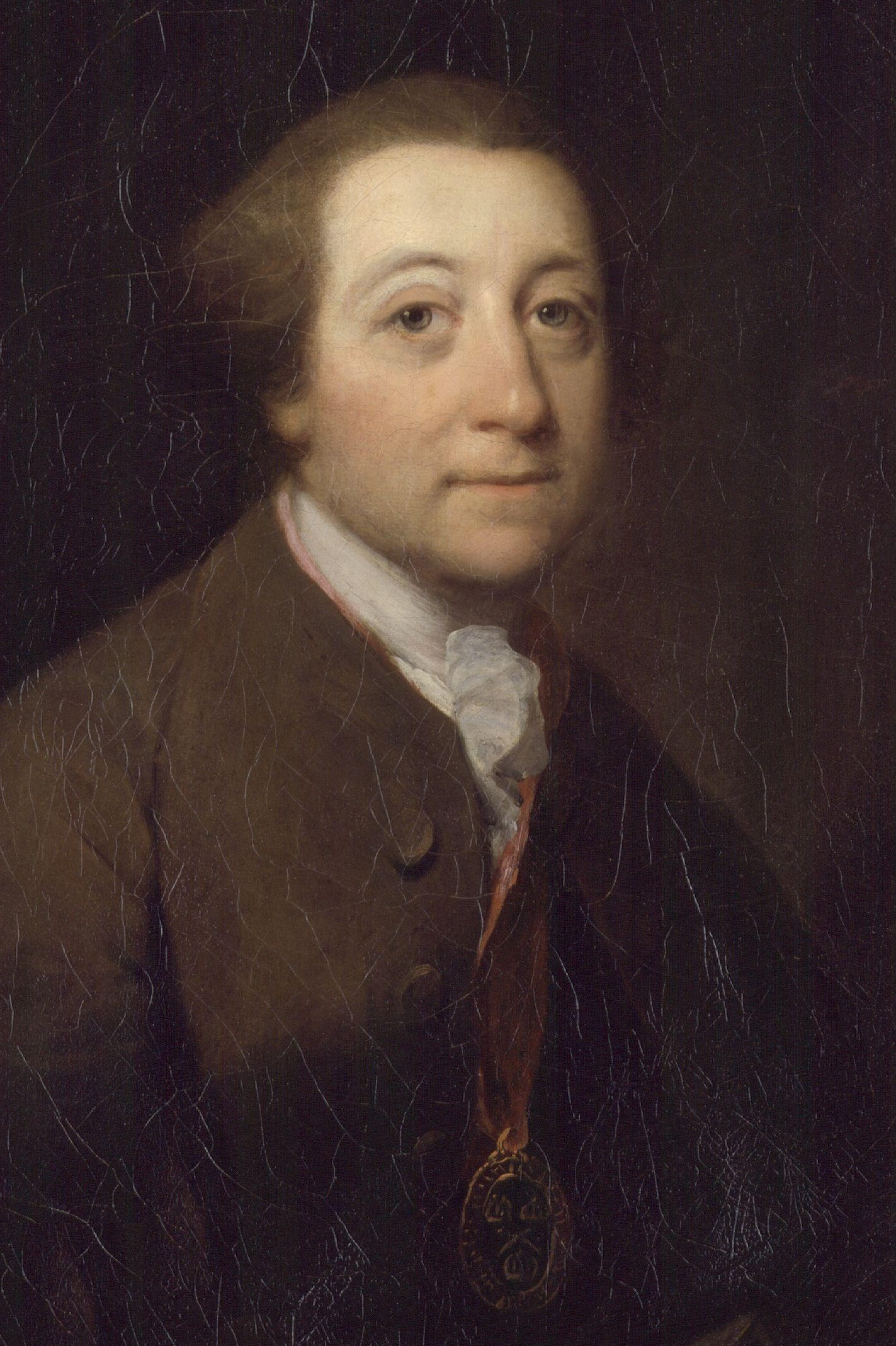
威廉·怀特黑德

威廉·怀特黑德（1715年2月12日 - 1785年4月14日）是一位英格兰诗人和剧作家。 1757年12 月，由於托馬斯·格雷拒绝接受英國桂冠詩人這一榮譽，英國國王將該榮譽授予威廉·怀特黑德。 他還曾經是2位貴族成員的老師。